# ダニエル・ストラウス
ダニエル・ストラウス（Daniel Straus、1984年7月27日 - ）は、アメリカ合衆国の男性総合格闘家。オハイオ州シンシナティ出身。アメリカン・トップチーム所属。元Bellator世界フェザー級王者。

## 来歴
フリースタイルレスリングとボクシングを経験。2009年にプロ総合格闘技デビュー。

### Bellator
2010年6月24日、Bellator初参戦となったBellator 23でチャド・ヒントンと対戦し、3-0の判定勝ちを収めた。
2011年3月19日、Bellator 37のフェザー級トーナメント1回戦でナザレノ・マレガリエと対戦し、3-0の判定勝ち。4月16日、Bellator 41のフェザー級トーナメント準決勝でケニー・フォスターと対戦し、ギロチンチョークで一本勝ち。5月21日、Bellator 45のフェザー級トーナメント決勝でパトリシオ・ピットブルと対戦し、0-3の判定負けを喫した。
2012年3月9日、Bellator 60のフェザー級トーナメント1回戦でジェレミー・スプーンと対戦し、3-0の判定勝ち。4月13日、Bellator 65のフェザー級トーナメント準決勝でマイク・コーリーと対戦し、3-0の判定勝ち。5月11日、Bellator 68のフェザー級トーナメント決勝でマルロン・サンドロと対戦し、3-0の判定勝ちを収め優勝を果たした。

#### Bellator世界王座獲得
2013年11月2日、Bellator 106のBellator世界フェザー級タイトルマッチで王者のパット・カランに挑戦し、3-0の判定勝ちを収め王座獲得に成功した。
2014年3月14日、Bellator 112のBellator世界フェザー級タイトルマッチで挑戦者のパット・カランと再戦し、リアネイキドチョークで一本負けを喫し王座陥落した。
2015年1月16日、Bellator 132のBellator世界フェザー級タイトルマッチで王者のパトリシオ・ピットブルに挑戦し、リアネイキドチョークで一本負けを喫し王座獲得に失敗した。
2015年11月6日、Bellator 145のBellator世界フェザー級タイトルマッチで王者のパトリシオ・ピットブルに挑戦し、3-0の判定勝ちを収め王座獲得に成功した。
2017年4月21日、1年5か月ぶりの試合となったBellator 178のBellator世界フェザー級タイトルマッチで挑戦者のパトリシオ・ピットブルと通算4度目の対戦を行い、ギロチンチョークで一本負けを喫し王座陥落した。

## 戦績
| 総合格闘技 戦績 | 総合格闘技 戦績 | 総合格闘技 戦績 | 総合格闘技 戦績 | 総合格闘技 戦績 | 総合格闘技 戦績 | 総合格闘技 戦績 |
| --------------- | --------------- | --------------- | --------------- | --------------- | --------------- | --------------- |
| 36 試合         | (T)KO           | 一本            | 判定            | その他          | 引き分け        | 無効試合        |
| 26 勝           | 7               | 4               | 15              | 0               | 0               | 0               |
| 10 敗           | 3               | 5               | 2               | 0               | 0               | 0               |

| 勝敗 | 対戦相手                     | 試合結果                            | 大会名                                                                      | 開催年月日     |
| ×    | デレック・カンポス           | 5分3R終了 判定0-3                   | Bellator 226 【Bellatorフェザー級ワールドグランプリ1回戦】                  | 2019年9月7日   |
| ○    | シェーン・クルシュテン       | 1R 3:53 リアネイキドチョーク        | Bellator 219                                                                | 2019年3月29日  |
| ×    | エマニュエル・サンチェス     | 3R 1:56 三角絞め                    | Bellator 184: Dantas vs. Caldwell                                           | 2017年10月6日  |
| ×    | パトリシオ・ピットブル       | 2R 0:37 ギロチンチョーク            | Bellator 178: Straus vs. Pitbull 4 【Bellator世界フェザー級タイトルマッチ】 | 2017年4月21日  |
| ○    | パトリシオ・ピットブル       | 5分5R終了 判定3-0                   | Bellator 145: With a Vengeance 【Bellator世界フェザー級タイトルマッチ】     | 2015年11月6日  |
| ○    | ヘンリー・コラレス           | 2R 3:47 ギロチンチョーク            | Bellator 138: Kimbo vs. Shamrock                                            | 2015年6月19日  |
| ×    | パトリシオ・ピットブル       | 4R 4:49 リアネイキドチョーク        | Bellator 132: Pitbull vs. Straus 【Bellator世界フェザー級タイトルマッチ】   | 2015年1月16日  |
| ○    | ジャスティン・ウィルコックス | 1R 0:50 TKO（左フック→パウンド）    | Bellator 127                                                                | 2014年10月3日  |
| ×    | パット・カラン               | 5R 4:46 リアネイキドチョーク        | Bellator 112 【Bellator世界フェザー級タイトルマッチ】                       | 2014年3月14日  |
| ○    | パット・カラン               | 5分5R終了 判定3-0                   | Bellator 106 【Bellator世界フェザー級タイトルマッチ】                       | 2013年11月2日  |
| ○    | アルヴィン・ロビンソン       | 2R 4:51 リアネイキドチョーク        | Bellator 78                                                                 | 2012年10月26日 |
| ○    | マルロン・サンドロ           | 5分3R終了 判定3-0                   | Bellator 68 【フェザー級トーナメント 決勝】                                 | 2012年5月11日  |
| ○    | マイク・コーリー             | 5分3R終了 判定3-0                   | Bellator 65 【フェザー級トーナメント 準決勝】                               | 2012年4月13日  |
| ○    | ジェレミー・スプーン         | 5分3R終了 判定3-0                   | Bellator 60 【フェザー級トーナメント 1回戦】                                | 2012年3月9日   |
| ○    | ジェイソン・デント           | 5分5R終了 判定3-0                   | NAAFS: Caged Fury 15 【NAAFSライト級王座統一戦】                            | 2011年10月15日 |
| ×    | パトリシオ・ピットブル       | 5分3R終了 判定0-3                   | Bellator 45 【フェザー級トーナメント 決勝】                                 | 2011年5月21日  |
| ○    | ケニー・フォスター           | 3R 3:48 ギロチンチョーク            | Bellator 41 【フェザー級トーナメント 準決勝】                               | 2011年4月16日  |
| ○    | ナザレノ・マレガリエ         | 5分3R終了 判定3-0                   | Bellator 37 【フェザー級トーナメント 1回戦】                                | 2011年3月19日  |
| ○    | チャド・ヒントン             | 5分3R終了 判定3-0                   | Bellator 23                                                                 | 2010年6月24日  |
| ○    | ジョー・ピアソン             | 2R 4:04 ギブアップ（パンチ連打）    | XFO 36: Outdoor War 6                                                       | 2010年8月14日  |
| ○    | トラヴィス・ペルチンスキー   | 5分3R終了 判定3-0                   | International Combat Events 45                                              | 2010年3月13日  |
| ○    | フランク・カラバロ           | 5R 3:57 ギブアップ（パンチ連打）    | NAAFS: Caged Fury 9 【NAAFSライト級暫定タイトルマッチ】                     | 2010年2月20日  |
| ○    | ギデオン・レイ               | 5分3R終了 判定3-0                   | XFO 33                                                                      | 2010年1月23日  |
| ○    | ジョー・ハイラント           | 5分3R終了 判定3-0                   | NAAFS: Night of Champions 2009                                              | 2009年12月5日  |
| ○    | パトリック・フェルム         | 1R 1:50 ギブアップ（パンチ連打）    | XFO 32                                                                      | 2009年10月10日 |
| ○    | ティム・トラックセル         | 1R 3:51 TKO（パンチ連打）           | Xtreme Caged Combat: Cops vs. Cons                                          | 2009年10月3日  |
| ○    | ミッチ・ライオンズ           | 3R 2:13 TKO（パンチ連打）           | Indiana Xtreme Fighting 1: Wildcard                                         | 2009年6月26日  |
| ×    | パット・カラン               | 2R 1:31 KO（右ストレート→パウンド） | XFO 29                                                                      | 2009年4月17日  |
| ○    | マイク・バスキス             | 5分3R終了 判定3-0                   | ICF: Breakout                                                               | 2009年4月11日  |
| ○    | レスター・キャスロウ         | 5分3R終了 判定2-1                   | Extreme Challenge: Mayhem at the Marina                                     | 2009年3月28日  |
| ○    | ティム・クック               | 2R 0:11 TKO（パンチ連打）           | ICF: Turfwar                                                                | 2009年3月14日  |
| ×    | スコット・ビッカースタフ     | 1R TKO（パンチ連打）                | MMA Big Show: Retribution                                                   | 2009年3月7日   |
| ○    | デビッド・シルバ             | 5分3R終了 判定3-0                   | XFO 28                                                                      | 2009年2月27日  |
| ×    | ジェイ・エリス               | 2R 2:46 リアネイキドチョーク        | XFO: New Blood                                                              | 2009年2月7日   |

## 獲得タイトル
- NAAFSライト級暫定王座（2010年）
- NAAFSライト級王座（2011年）
- Bellatorシーズン6 フェザー級トーナメント 優勝（2012年）
- 第4代Bellator世界フェザー級王座（2013年）
- 第7代Bellator世界フェザー級王座（2015年）